# 京急不動産
京急不動産株式会社（けいきゅうふどうさん、英: KEIKYU REALESTATE Co., LTD.）は、横浜市に本社を置く京急グループの不動産会社。

## 概要
戦前においては、かつて横浜市北部に存在した海水浴場（子安周辺の海水浴場）や遊園地の振興のために、住宅地開発を行い、鶴見周辺の埋め立て事業とも平行して事業を行っていた。戦後、東急から分離してしばらくした後には、金沢文庫周辺の住宅開発が中心となって行われ、現在も微力ながら続けられている。沿線の振興を目的として開発が行われているために、沿線外への不動産事業の展開はそれほど積極的ではない。京急グループの企業としての色合いが濃いために、娯楽・レジャー事業においては関連会社である京急開発と一体となって事業が行われている事も多い。ビルの建設事業においては地下線上の建設物（大鳥居駅や泉岳寺駅周辺）や旧駅跡（旧高輪駅）を利用したものが中心であるが、例外もいくつか存在する。品川駅北方および西側に7棟の貸しビルを所有しているが、それ以外の地域にはあまり存在しない。